# Alfonso Yepes Rojo
Alfonso Yepes Rojo (* 4. Januar 1952 in Donmatías, Departamento de Antioquia; † 21. Mai 1990) war ein kolumbianischer römisch-katholischer Geistlicher und Apostolischer Präfekt von Leticia.

## Leben
Alfonso Yepes Rojo empfing am 21. November 1980 das Sakrament der Priesterweihe. Am 4. März 1989 bestellte ihn Papst Johannes Paul II. zum Apostolischen Präfekten von Leticia.
Die Escuela Alfonso Yepes Rojo in Tarapacá ist nach ihm benannt.